# Choma
Choma ist eine ländliche Stadt mit 98.974 Einwohnern (2022) in der Südprovinz in Sambia 300 Kilometer südwestlich der Hauptstadt Lusaka. Sie liegt etwa 1310 Meter über dem Meeresspiegel und ist Sitz der Verwaltung des gleichnamigen Distrikts. Seit 2013 ist Choma der Hauptort der Südprovinz, nachdem dies vom damaligen Präsidenten Michael Sata 2011 deklariert wurde mit einer Übergangszeit von zweieinhalb Jahren.

## Wirtschaft
Choma war Zufluchtsort für 25 aus Simbabwe vertriebene Agrarökonomen, die im Umland langfristig Land pachteten. Sie betreiben einen hochmechanisierten Anbau von Tabak und Mais und beschäftigen im Schnitt 120 Leute pro Hof. Innerhalb von drei Jahren entwickelte sich die Region. Finanzminister Ng'andu Magande sagte 2005: „In Choma ist das Geld ausgebrochen.“ Trotzdem ist die Armut im übrigen Distrikt noch sehr verbreitet.

## Infrastruktur
Die Fernstraße T1 zwischen Lusaka und Livingstone ist, anders als die übrigen Straßen um Choma, asphaltiert. Choma liegt an der Eisenbahnstrecke der Zambia Railways Livingstone–Kitwe, was den Ort zum regionalen Markt macht. Es gibt ein kaum genutztes Flugfeld, Schulen und das kleine Choma General Hospital.

## Tourismus
In Choma gibt es das Choma Hotel, die Kozo Lodge und die Mambushi Chalets für Touristen. Das Gebiet zum Karibasee hin wird für Jagdsafaris genutzt.
Es gibt ein Museum, das 1988 eröffnete Choma Museum and Craft Centre. Es ist Zentrum mit Kunsthandwerk mit angeschlossener Galerie sowie einer kleinen Bibliothek. Die Korbflechterei ist hier verbreitet.

## Demografie
| Jahr | Einwohnerzahl |
| ---- | ------------- |
| 1963 | 6800          |
| 1969 | 11.300        |
| 1974 | 10.400        |
| 1990 | 30.143        |
| 2000 | 40.405        |
| 2010 | 51.842        |
| 2022 | 98.974        |